# گامیشلی‌یلقی
گامیشلی‌یلقی، روستایی است از توابع بخش مرکزی شهرستان آق‌قلا در استان گلستان ایران.

## جمعیت
این روستا در دهستان گرگان‌بوی قرار دارد و براساس سرشماری مرکز آمار ایران در سال ۱۳۸۵، جمعیت آن ۱٬۴۶۶ نفر (۳۲۴خانوار) بوده‌است.